# Campang Way Handak
Campang Way Handak is een bestuurslaag in het regentschap Tanggamus van de provincie Lampung, Indonesië. Campang Way Handak telt 1698 inwoners (volkstelling 2010).